# أناستازيا فيليبس
أناستازيا فيليبس هي ممثلة كندية، ولدت في 8 سبتمبر 1972 بتورونتو في كندا.

## وصلات خارجية
- أناستازيا فيليبس على موقع IMDb (الإنجليزية)
- أناستازيا فيليبس على موقع قاعدة بيانات الفيلم (الإنجليزية)